# Jornadas del 31 de mayo y del 2 de junio de 1793

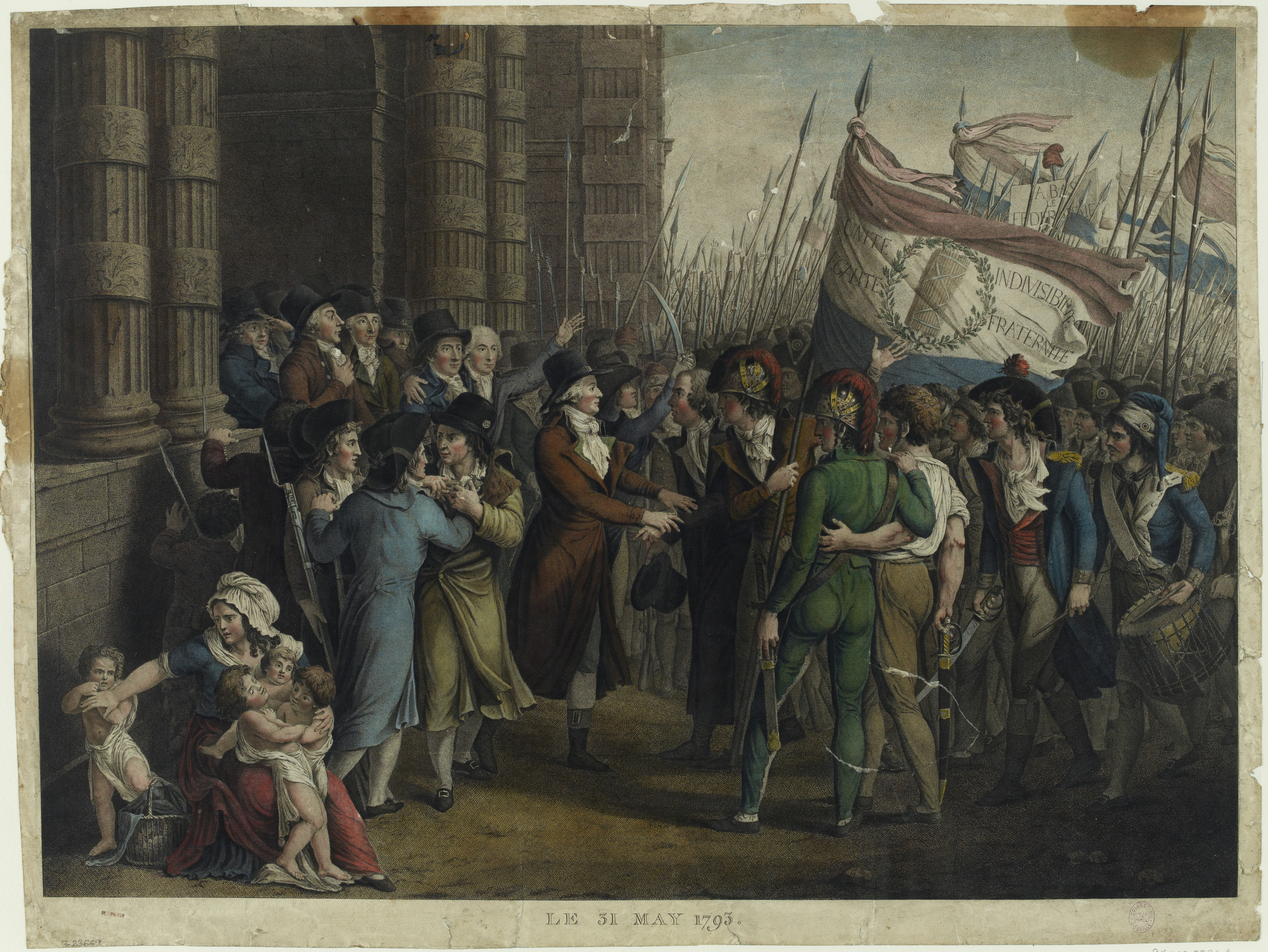
La Convención rodeada por la Guardia Nacional y las secciones de París el 31 de mayo de 1793

Se conocen como jornadas revolucionarias del 31 de mayo y del 2 de junio de 1793 (12 y 14 de pradial del año I del calendario revolucionario francés) a los eventos que ocurrieron en la Comuna de París durante estos días, y que acabaron con la hegemonía girondina en la Convención Nacional por parte de los jacobinos que dominarían la política francesa durante el siguiente año.

## Antecedentes
Tras la caída de la monarquía en 1792 y el establecimiento de la república se convocaron elecciones mediante sufragio universal ( aunque solo votó el 10% de la población) para establecer la Convención Nacional, que quedó dividida entre parlamentarios de la Montaña, el Pantano, y la Gironda; estos últimos obtuvieron una ligera mayoría respeto a la Montaña que les permitió controlar la política estatal y la burocracia. Después de derrocar a la monarquía las clases populares de Francia esperaban una mejora inmediata en sus condiciones de vida, pero la crisis de subsistencia no solo no se solucionó sino que se agravó desde principios de 1793, haciendo que se popularizaran los saqueos y los disturbios. Entre los Sans-Culottes rápidamente se extendió un desprecio por la alta burguesía, que ahora eran vistos como acapadores cómplices de la crisis y de los intentos de contrarrevolución al igual que antes la nobleza. El gobierno girondino se mostró incapaz de dar una respuesta contundente a estos problemas, y se solían estar alienar con la alta burguesía en caso de conflicto por lo cual su percepción ante la opinión pública se fue deteriorando.
La guerra exterior contra los países de la Primera Coalición, la Guerra Civil  en la Vendea y el reciente intento de derrocar la Revolución del general Dumoriez ( anterior partidario de los girondinos) causó una sensación de temor común a posibles amenazas contrarrevolucionarias, lo cual llevó a una radicalización del ideario revolucionario. Los Sans-Culottes veían necesario armar a las clases y crear una ejército revolucionario compuesta solo por las clases populares como la única vía para evitar la contrarrevolución y garantizar que se cumplieran sus exigencias. Los dirigentes de las secciones de París se mostraban favorables a estas exigencias y el propio gobierno comunal había cerrado filas con los Jacobinos y los Cordeliers desde la pasada insurrección del 10 de agosto. 
La enorme libertad de prensa que existió durante estos años permitió a oradores favorables a la montaña lanzar duras críticas a la convención girondina, a la que acusaban de incompetente y de impasible cuando la república se encontraba en una situación crítica. Era cada vez más común que los diputados del Pantano, que hasta entonces mayoritariamente aliados de girondinos, votaran a favor de propuestas de la Montaña. Ejemplos de esto son que se aprobara la reinstitución del Tribunal Revolucionario y la creación del Comité de Seguridad General. A la vez los parlamentarios de la Montaña fueron adoptando posturas cada vez más duras inspirados por los militantes populares que les apoyaban.

## La insurrección

### Días anteriores
El 21 de mayo la Convención girondina sobrepasada por los ataques a su gestión creó la Comisión de los doce ( Un órgano que con la excusa de evitar amenazas internas y de mantener el orden público permitía controlar y censurar a la oposición) controlado por miembros de la Gironda. La comisión ordenó en sus primeros días de funcionamiento varios arrestos de personalidades importantes de la izquierda revolucionaria entre ellos Hébert y Varlet. 
La comuna de París exigió la liberación de Hébert el 25 de mayo y tras la negativa los jacobinos finalmente se declaran en estado de insurrección bajo la orden de Roberspierre. Durante los días siguientes varias secciones parisinas convocaron reuniones para preparar una insurrección a las que solo asistieron miembros de la Montaña y la Llanura. Se conformó el Comité del Évêché (Comité del Palacio Episcopal). Hasta el día 30 se adhirieron a este aún más secciones y el propio departamento de París.

### 31 de mayo
La insurrección comienza el 31 de mayo bajo la organización del  Comité del Évêché. Los delegados de las secciones se reunieron en el ayuntamiento de París, suprimieron las funciones de la comuna y declararon un gobierno insureccional provisional. Nombrabron a François Hanriot único dirigente de la Guardia Nacional en París al que se le ordenó tomar varias posiciones estratégicas, cerrar la ciudad y detener a varios sospechosos de ideas contrarrevolucionarias.
Esta petición exigía la exclusión de los jefes de la Gironda, la abolición de la Comisión Doce , el arresto de los sospechosos, la limpieza de las administraciones, la creación de un ejército revolucionario , que se reservase el derecho de voto temporalmente solo a los sans-culottes, que fijara el precio del pan a costa de un impuesto sobre los ricos, la distribución de ayuda pública a los ancianos, los enfermos y los padres de voluntarios en las fuerzas armadas.

### 2 de junio
- Datos: Q15784403
- Multimedia: Insurrection of 31 May – 2 June 1793 / Q15784403